# UTC-3
UTC-3 je vremenska zona koja se koristi samo u :

## Kao standardno vrijeme (cijelu godinu)
- Surinam
- Francuska Gijana
- Brazil  - Sjeveroistočne države
  - Alagoas, Amapá, Bahia, Ceará, Maranhão, Pará, Paraíba, Pernambuco, Piauí, Rio Grande do Norte, Sergipe, Tocantins
- Argentina - zapadne i južne provincije

## Kao standardno vrijeme (zima na južnoj hemisferi)
- Brazil  - jugoistočne države
  - Distrito Federal, Espírito Santo, Goiás, Minas Gerais, Paraná,  Rio de Janeiro, Rio Grande do Sul, Santa Catarina, São Paulo
- Urugvaj
- Argentina  - istočne provincije, uključujući Buenos Aires

## Kao standardno vrijeme (zima na sjevernoj hemisferi)
- Grenland (Kalaallit Nunaat) - najveći dio otoka, ukljujući južnu i jugozapadnu obalu - prema pravilima EU o ljetnom vremenu
- Sveti Petar i Mikelon (Francuska)

## Kao ljetno vrijeme (ljeto na sjevernoj hemisferi)
- Kanada (Atlantsko ljetno vrijeme)
  - Nova Škotska, New Brunswick, Otok Princa Edwarda, Newfoundland i Labrador - Labrador, osim jugoistočnog sjevera
- Bermudi (UK)
- Grenland (Kalaallit Nunaat) -sjeverozapad - područje oko Thule - koristi sjevernoamerička pravila o ljetnom vremenu

## Kao ljetno vrijeme (ljeto na južnoj hemisferi)
- Brazil - Jugozapadne države
  - Mato Grosso, Mato Grosso do Sul
- Paragvaj
- Čile - kopno